# Papir 113
El Papir 113 (amb la numeració de Gregory-Aland), designat per {\displaystyle {\mathfrak {P}}} 113, és un fragment d'una còpia antiga d'una secció del Nou Testament en grec. Prové d'un manuscrit de papir de l'Epístola als romans. El text que es conserva presenta parts de Romans 2: 12-13 a un costat del fragment i parts de 2:29 a l'altre.
El manuscrit paleogràfic ha estat assignat per la INTF al segle iii. Es pot datar amb seguretat a la primera meitat del segle iii. Actualment, el manuscrit es troba a la Biblioteca Sackler de la Universitat d'Oxford amb el número de prestatgeria P. Oxy. 4497.

## Text
Tot i que Comfort va afirmar que el text grec d'aquest còdex és massa petit per determinar el seu caràcter textual, l'anàlisi d'espaiament de paraules indica que contenia l'omissió alexandrina de του al verset 13.
No se n'han fet més interpretacions.